# Османские войны в Европе
Османские войны в Европе — серия военных конфликтов между Османской империей и европейскими государствами.

## Образование (1299—1453)

### Византийско-османские войны
После ослабления Византии в 1356 году (или в 1358 в связи с особенностями византийского календаря) Османская Империя начала свою экспансию в Европе.
В 1453 году, после битвы при Варне и второй битвы в Косове, турки захватили Константинополь.

### Болгарско-османские войны
В начале 14-го века Османская Турция начала продвигаться на северо-запад, на Балканы, полностью подчинив Фракию и бо́льшую часть Македонии после битвы на Марице, состоявшейся в 1371 году.
В 1382 году пала София.
В 1393 году турки захватили столицу Второго Болгарского царства — Велико-Тырново, а северо-запад царства был захвачен в 1396 году после битвы при Никополе.

### Сербско-османские войны
Довольно сильным противником для Османии было Сербское царство, которое было захвачено империей в серии военных кампаний.
В 1389 году произошла битва на Косовом поле, в которой погибли лидеры обеих армий.
В 1459 году уже большая часть Сербии находилась под турецким владычеством. Венгрия частично отвоевала христианские земли к 1480 году, однако в 1499 году Османия нанесла мощный удар и территории бывшей Сербии были разделены между самой Османской империей, Венецианской республикой и Королевской Венгрией, остальные территории приобрели вассальную зависимость от Венгрии.

## Рост (1453—1683)
После успешной осады Белграда в 1456 году османская экспансия в Европу продолжалась около 70 лет.
В течение года после осады турки вторглись в Италию, а в 1493 году империя провела успешные налёты на Хорватию и Штирию.

### Албано-османские войны

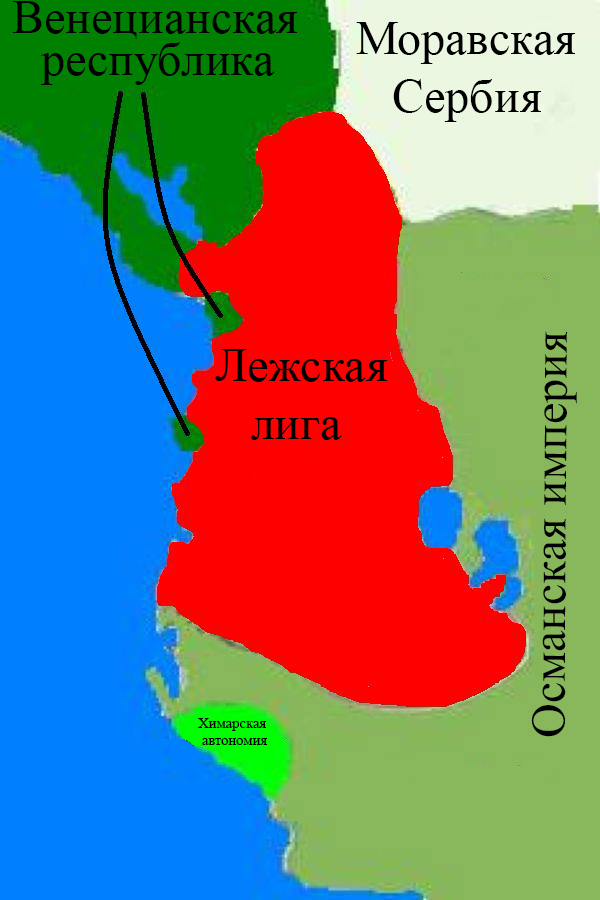
Лежская лига и сопредельные государства

Турки-османы захватили бо́льшую часть Албании после битвы при Савре, произошедшей в 1385 году. В 1444 году Лежская лига сумела захватить часть Албании, а затем Османская Империя  захватила всю территорию Албании.
При войнах с Албанией турки-османы столкнулись с яростным сопротивлением албанцев во главе с Скандербегом. Албанцам удавалось в течение 25 лет отражать османские нападения

### Боснийско-османские войны
Османские войска достигли Боснии в 1388 году. Там они потерпели поражение и были вынуждены отступить.
После битвы на Косовом поле, где на стороне Сербии сражались боснийцы во главе с Влатко Вуковичем, пала Сербия, что дало Османской империи свободно вести наступательные военные действия против Боснийского королевства. Боснийцы безуспешно защищались.
Оплотом боснийской обороны стал замок Яйце. Именно в этом замке последний боснийский король Стефан Томашевич попытался отбить турок. После нескольких месяцев осады замок был захвачен в 1463 году.
После захвата замка Яйце Косачи ещё управляли некоторой территорией Герцеговины до 1482 года.

### Хорватско-османские войны

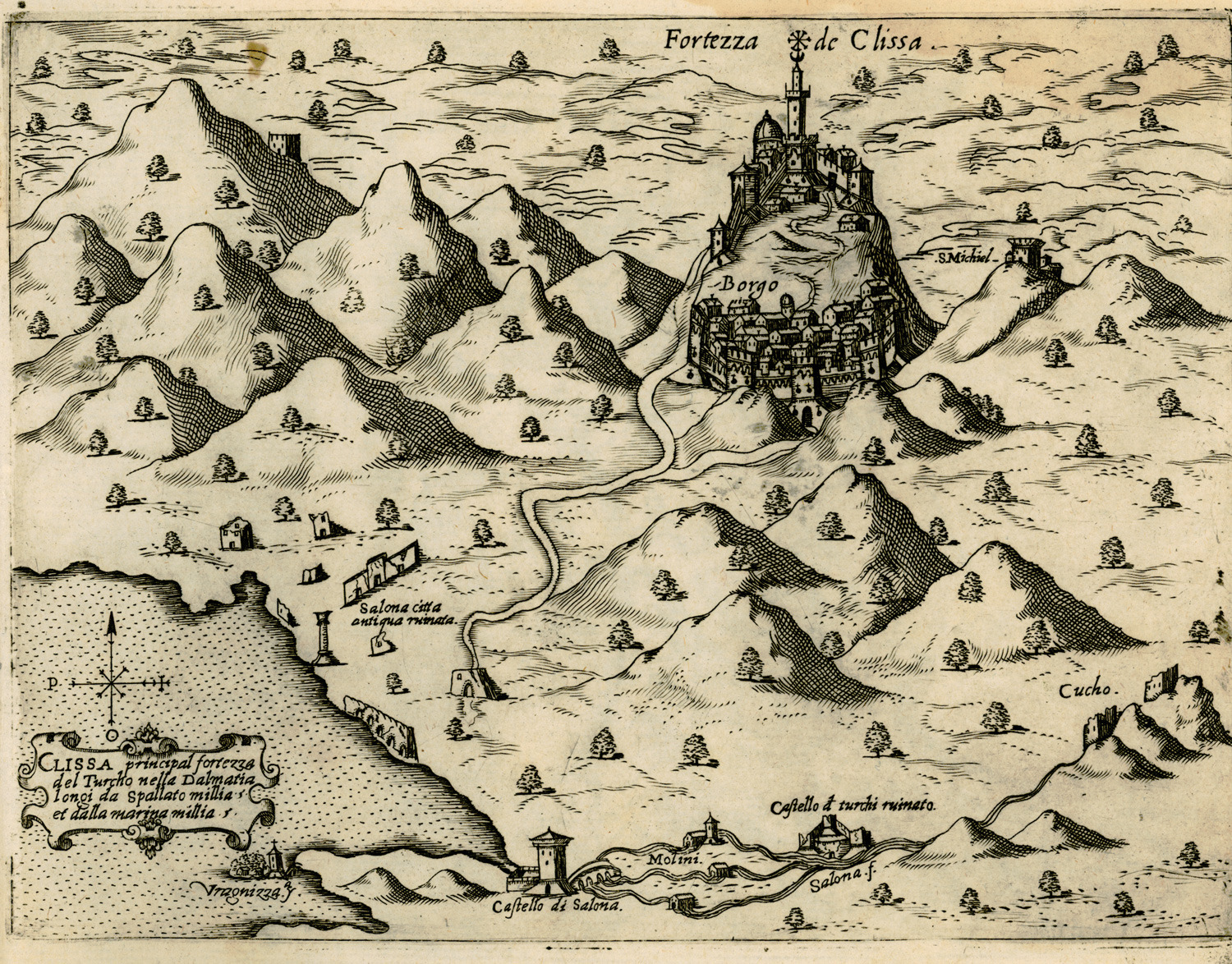
Хорватская крепость Клис выдерживала долгую турецкую осаду.

После падения Боснии юг и центр Хорватского королевства стали незащищёнными перед турками. Защита этих территорий легла на феодалов, державших войска в укреплённых приграничных городах за свой счёт.
Тем временем османская армия достигла реки Неретва, в 1482 году покорила Герцеговину и, умело избегая приграничных укреплённых поселений, прошла вглубь государства.
Решающей битвой стала битва при Крбаве, после которой положение Хорватии покачнулось. Однако это не отговорило хорватов от настойчивого противостояния с турками.
Битва при Сисаке, произошедшая в 1593 году, окончила более чем двухсотлетнее противостояние Хорватии и Османии.

### Венгеро-османские войны
Королевство Венгрия, на тот период охватывавшее территорию от Хорватии на западе до Трансильвании на востоке, также находилось под угрозой войны с Османией.
Венгрия и Турция вели войны на протяжении 176 лет. Лишь после битвы при Мохаче в 1526 году Венгрия была завоёвана войсками султана.

### Сербско-османские войны
В 1371 году произошла Битва на Марице. Понеся тяжёлые потери, Сербия распалась на несколько княжеств.
В 1389 году произошла битва на Косовом поле, вновь ослабившая сербов.
На протяжении 15-го—16-го веков шла непрерывная борьба между сербскими княжествами с одной стороны и Османской империей с другой. Переломным моментом стало падение Константинополя.
В 1459 году после осады пала временная столица сербов Смедерево.
В 1499 году пала Черногория.
Дальше на пути турок стоял Белград. Османы взяли город в осаду и потерпели поражение от объединённых войск сербов, венгров и крестоносцев. Повторное нападение на город случилось в 1521 году, и город был завоёван Османской империей вместе с бо́льшей частью Венгрии.
В 1526 году Йован Ненад поднял восстание в Воеводине. Второе Сербское царство стало одним из последних сербских государств того периода, противостоявших Османии. Последним стала Сербская деспотия, павшая в 1540 году.

### Венециано-османские войны

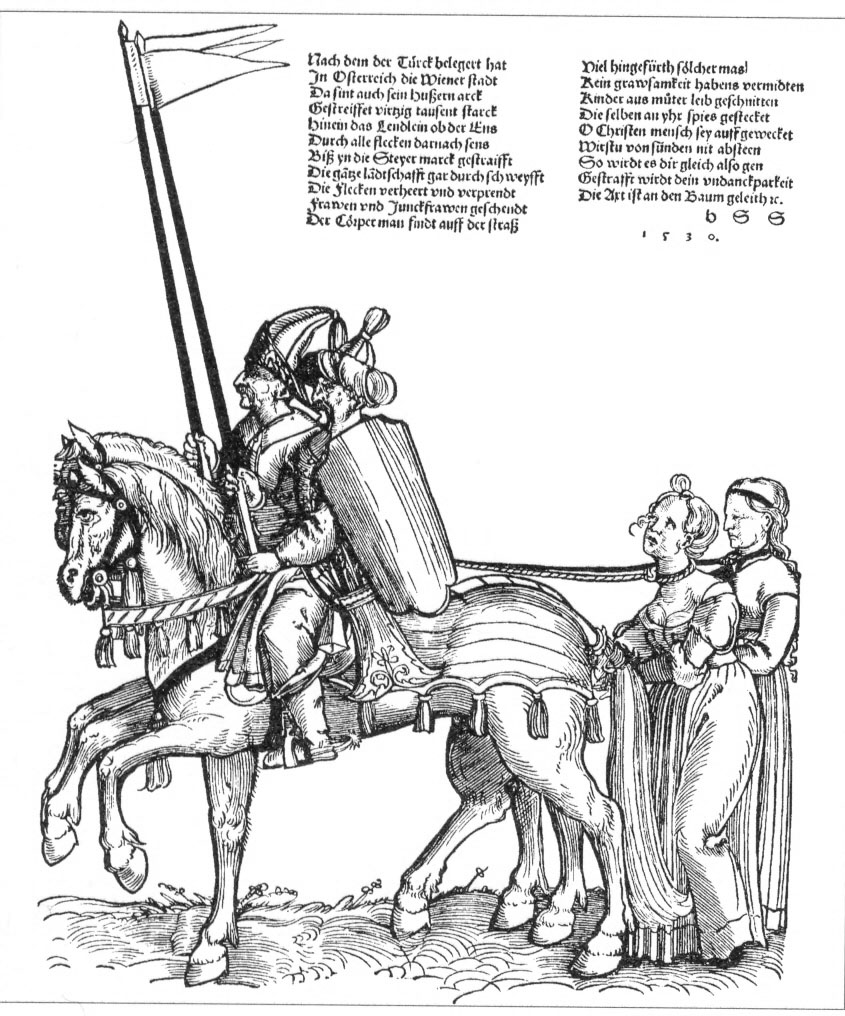
Из-за османских завоеваний множество европейских пленных было увезено далеко от родины.

В XIV—XV веках Венецианская республика контролировала торговлю Европы с Египтом, который был связан караванными путями с Востоком. После того как молодая, но быстро расширяющаяся Османская империя перекрыла торговые пути из Европы в Китай и Индию Венеция предпочла торговать с османами, а не воевать. Так, в 1355 году она заключила договор о защите Византии от любых врагов, исключая «Морат бея и его турок». Но это не спасло её от войн с Турцией. Первая из них началась в 1423 году, когда Венеция приобрела у Византии город Фессалоники, на тот момент уже осаждаемый турками. Так начались турецко-венецианские войны, продолжавшиеся почти 300 лет. По итогам войн Венецию потеряла свои владения в Восточном Средиземноморье, в том числе Кипр и Крит, и Эгейском море, была вытеснена с Пелопоннеса, Эпира и Аттики. К моменту подписания 21 июля 1718 года Пассаровицкого мира, Венецианская республика и Османская империя были предельно истощены, и практически не представляли угрозы интересам друг друга. Граница, установленная в 1718 году, оставалась неизменной до самого конца Венецианской республики и начала войны 2-й антифранцузской коалиции.

### Захват Валахии и Молдавии
В 1462 году Мехмед II потерпел сокрушительное поражение от войск валахского Влада III в битве, однако последний был заключён в тюрьму венгерским королём Матьяшем I по ложному обвинению в сотрудничестве с турками. Это вызвало у многих европейцев, в том числе из Папской области, возмущение, и король дал ему статус важного заключённого. В 1475 году Влад был освобождён и вскоре пошёл с сербско-венгерской армией в Боснию, чтобы освободить её от турецкого владычества. Он сумел победить османов, однако после этого Мехмед II вошёл с войсками в Валахию, после чего сам Влад был убит. Некоторые источники утверждают, что голова Цепеша была отправлена в Константинополь, чтобы предотвратить новые восстания.
Османское наступление было приостановлено Стефаном III из Молдавии. Его армия победила армию Мехмеда в Васлуйской битве в 1475 году. Однако уже в следующем году он был побеждён турками в битве на Белой долине, произошедшей в Нямце.

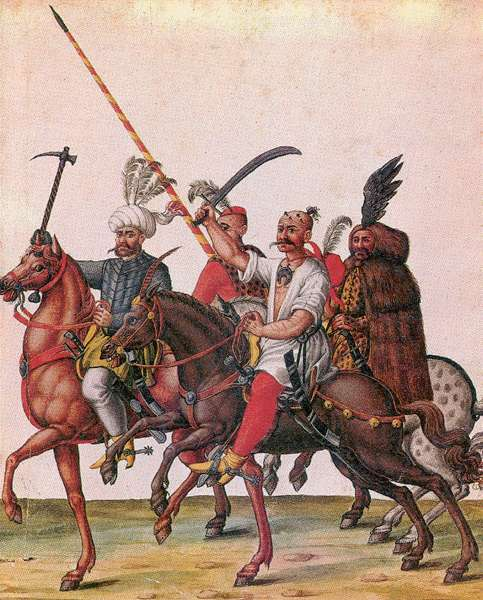
Османские воины на территории современной Венгрии.

Несмотря на успех, турки-османы были вынуждены отступить после неудачной осады Нямецкой крепости. Сама осада не удалась потому, что в османской армии начала распространяться чума.
В 1482 году Босния полностью вошла в состав Османской империи, что открыло туркам путь на Венгрию и Сербию.

### Османо-габсбургские войны
Войны между Османской империей и Габсбургской монархией, включавшей в себя Австрию, Богемию и Венгрию, начались с Мохачской битвы в 1526 году, после которой треть Венгрии стала данником Османской империи. В XVI веке Османская империя была серьёзной угрозой Европе, которая не могла мобилизоваться на отпор из-за Реформации и франко-габсбургского соперничества. Однако у Османской империи в это время были свои проблемы — с Персией на востоке и египетскими мамлюками на юге — которые не позволили ей обратить против Европы все свои усилия.
В 1529 году Сулейман Великолепный вновь вторгся в Венгрию и сумел захватить большую часть этой страны, но вот трёхнедельная осада Вены осенью того же года закончилась вынужденным отступлением турок. Так было положено начало так называемой Малой войне между Габсбургами и Османской империей за контроль над Венгрией. Война с перерывами продолжалась 39 лет. Хотя Турции не удалось добиться полной победы, но ей всё же удалось завоевать большую часть Венгрии, посадив на венгерский трон своего вассала Яноша Запольяи.

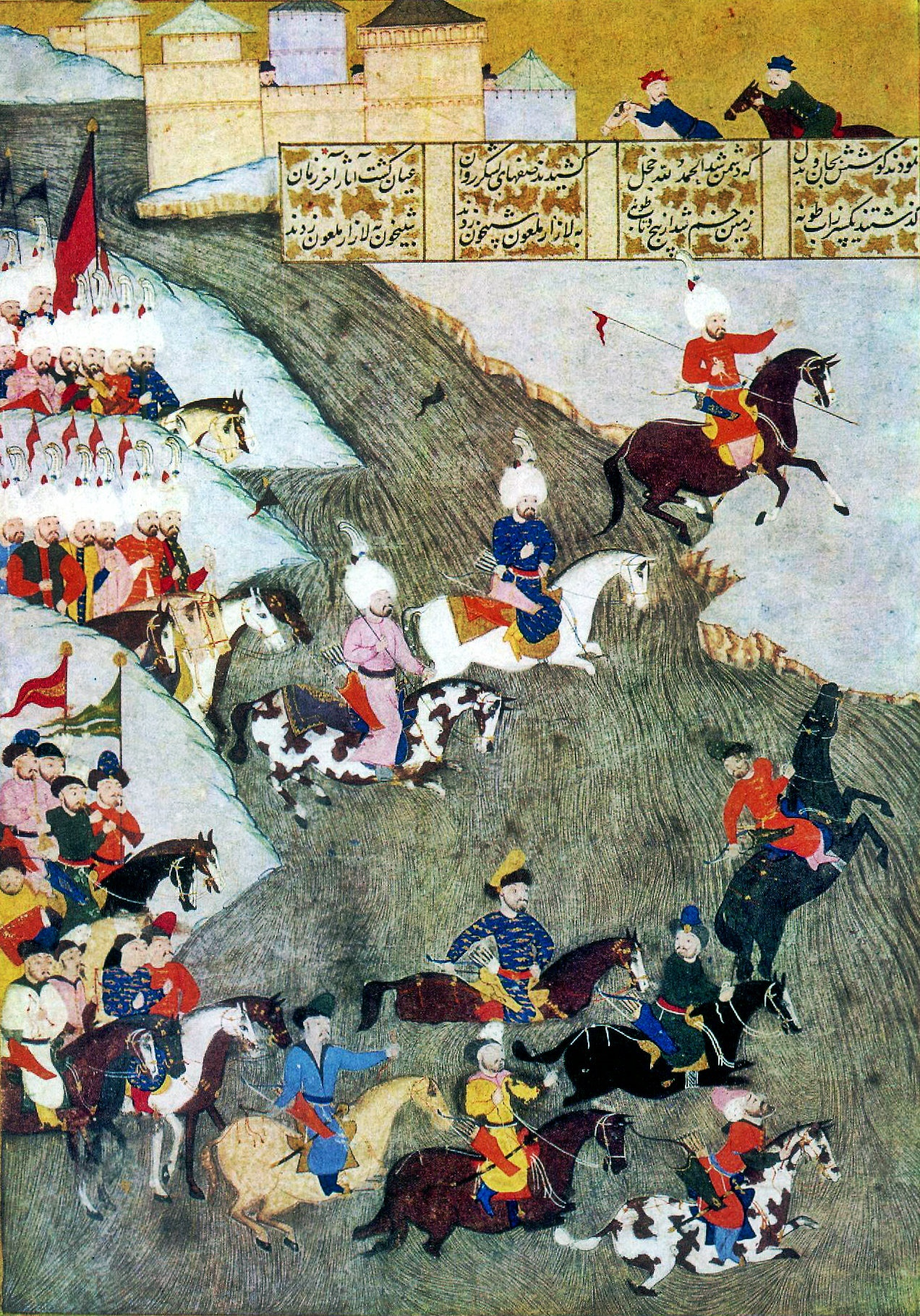
Крымские татары воевали в османской армии, присутствовали они и в Венгерской кампании 1566 года.

В 1568 году Габсбурги и Османская империя заключили мирный договор, который продлевался в 1574 и 1583 годах. Несмотря на частые пограничные стычки в целом обе стороны соблюдали мир, не допуская большой войны. Но так не могло продолжаться долго. Новая османо-габсбургская война была спровоцирована действиями османского губернатора Боснии Хасан-паши. После битвы при Сисаке, в июле 1593 года Османская империя начала войну, затянувшуюся на тринадцать лет. В ноябре 1606 года герцог Австрийский Маттиас, несмотря на сопротивление своего брата императора Рудольфа II, подписал мирный договор с султаном Ахмедом I, который закреплял за каждой из сторон те территории, которые она в тот момент удерживала, что дало Османской империи весьма скудный выигрыш в виде всего двух новых крепостей — Эгера и Надьканижи.
Вестфальский мир 1648 года и Война за испанское наследство 1701—1714 годов оставили Австрию единственным компактным габсбургским владением, и османо-габсбургские войны свелись к австро-турецким войнам. Нарастающее превосходство Европы в военном деле позволило Габсбургам отвоевать Венгрию и начать наступать на Балканах. Конфликты завершились, когда во время Первой мировой войны Австро-Венгрия и Османская империя стали союзниками, а после войны обе империи прекратили своё существование.

### Османское нападение на Родос и Мальту
Османские войска вторглись на Родос и захватили его в 1552 году после двух неудачных осад. Госпитальеры были изгнаны на Мальту, которая, в свою очередь, была атакована турками в 1565.
После трёхмесячной осады Османская империя всё ещё не контролировала все мальтийские крепости. Ситуацию усугубили плохие погодные условия и прибытия к мальтийцам подкрепления из Сицилии, после чего Кизилахметли Мустафа-паша принял решение увести войска с острова, причём османские войска превосходили по численности мальтийские.
Тем не менее, в этот период Османия одержала несколько морских побед, в частности, в сражении у Превезе и в сражении у острова Джерба.

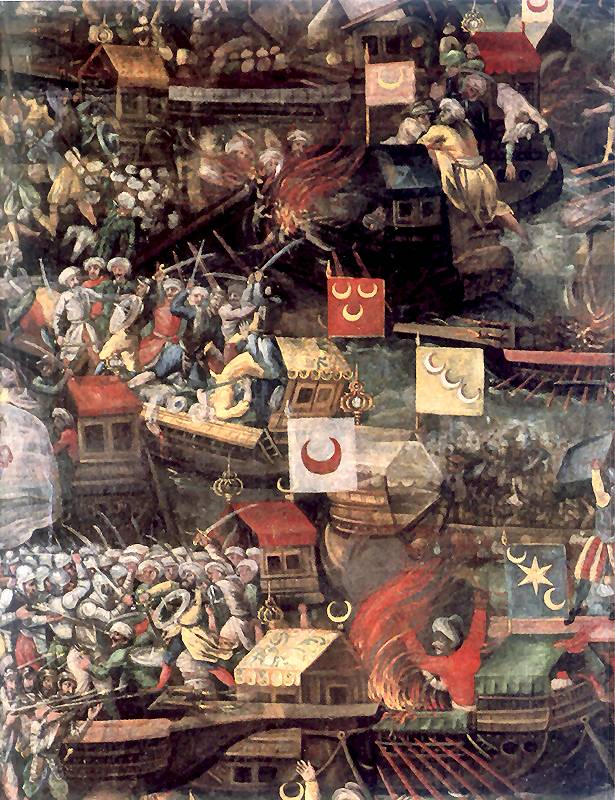
Битва при Лепанто. 7 октября 1571 г.

В 1573 турки-османы победили Священную Лигу. Война шла с успехом обеих сторон, в частности, битва при Лепанто была выиграна Священной Лигой.

### Завоевание Кипра
Летом 1570 года турки вторглись на Кипр. Лала Мустафа-Паша командовал 60-тысячным войском, в котором была кавалерия и артиллерия. Турецкая армия заняла территорию рядом с Лимасолом 2 июля 1570 года и осадила Никосию. Город был взят 9 сентября, и каждое общественное здание и дворец были разграблены. Всего через несколько дней османы взяли без единого выстрела Кирению. Фамагуста же героически оборонялась с октября 1570 до августа 1571.
Спустя два месяца после падения города на Кипр пришли христианские войска под командованием Хуана Австрийского, однако они по причине позднего прибытия на остров ничего не смогли сделать, и Кипр на 300 лет остался под османским владычеством.

### Войны с Австрией, Венецией и Валахией
| Война                                            | Противник | Период    | Итог                             |
| ------------------------------------------------ | --------- | --------- | -------------------------------- |
| Кампания Михая Храброго против Османской империи | Валахия   | 1593—1601 | Убийство Михая                   |
| Тринадцатилетняя война                           | Габсбурги | 1591—1606 | Победа Османии                   |
| Критская война                                   | Венеция   | 1645—1669 | Победа Османии                   |
| Четвёртая австро-турецкая война                  | Габсбурги | 1663—1664 | Вашварский мир, поражение Турции |

### Польско-османские войны (1620—1621, 1633—1634)
Обе войны велись на территории Молдавии. В первой войне Речь Посполитая потерпела поражение в Цецорской битве при вторжении в Османскую империю, однако отразила ответное вторжение Турции в Хотинской битве. Вторая война началась в 1633 году и закончилась уже в следующем.

### Война с Трансильванией и Австрией
В 1657 году Трансильвания напала на татар, бывших тогда вассалами Османии, и империя встала на их защиту. Война закончилась в 1662 году поражением Трансильвании.
В то же время Османия вела войну с Австрией. Турки потерпели поражение от войск Раймунда Монтекукколи в битве при Сентготтхарде, состоявшейся 1 августа 1664, что заставило их подписать Вашварский мир, который действовал до 1683 года.

### Польско-османская война (1672—1676)

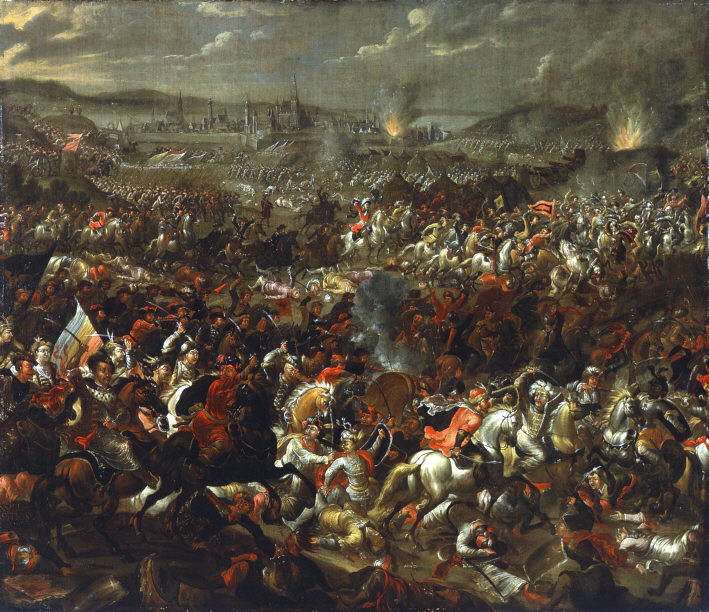
Венская битва

В этой польско-турецкой войне за военные успехи монархом Речи Посполитой был избран Ян III Собеский.

### Великая Турецкая война
Великая Турецкая война началась в 1683 году. В самом начале войны турецкая армия численностью около 140 тысяч человек при поддержке оппозиционных Габсбургам протестантских венгерских дворян вторглась в Вену. Для защиты от турок-османов была создана новая Священная Лига.
После победы в Венской битве Священная Лига взяла верх и европейцы отвоевали Венгрию. В то же время Венецианская республика провела Морейскую войну и захватила Пелопоннес. В 1687 венецианцы заняли Афины и превратили Парфенон в склад боеприпасов. Некоторые боеприпасы случайно сдетонировали и частично повредили здание.
Война закончилась в 1699 году поражением Османской империи и Карловицким миром, по которому от Турции отошла огромная территория. Евгений Савойский, впервые отличившийся в 1683, стал австрийским главнокомандующим вплоть до 1718 года.

## Стагнация (1699—1828)

### 18-й век

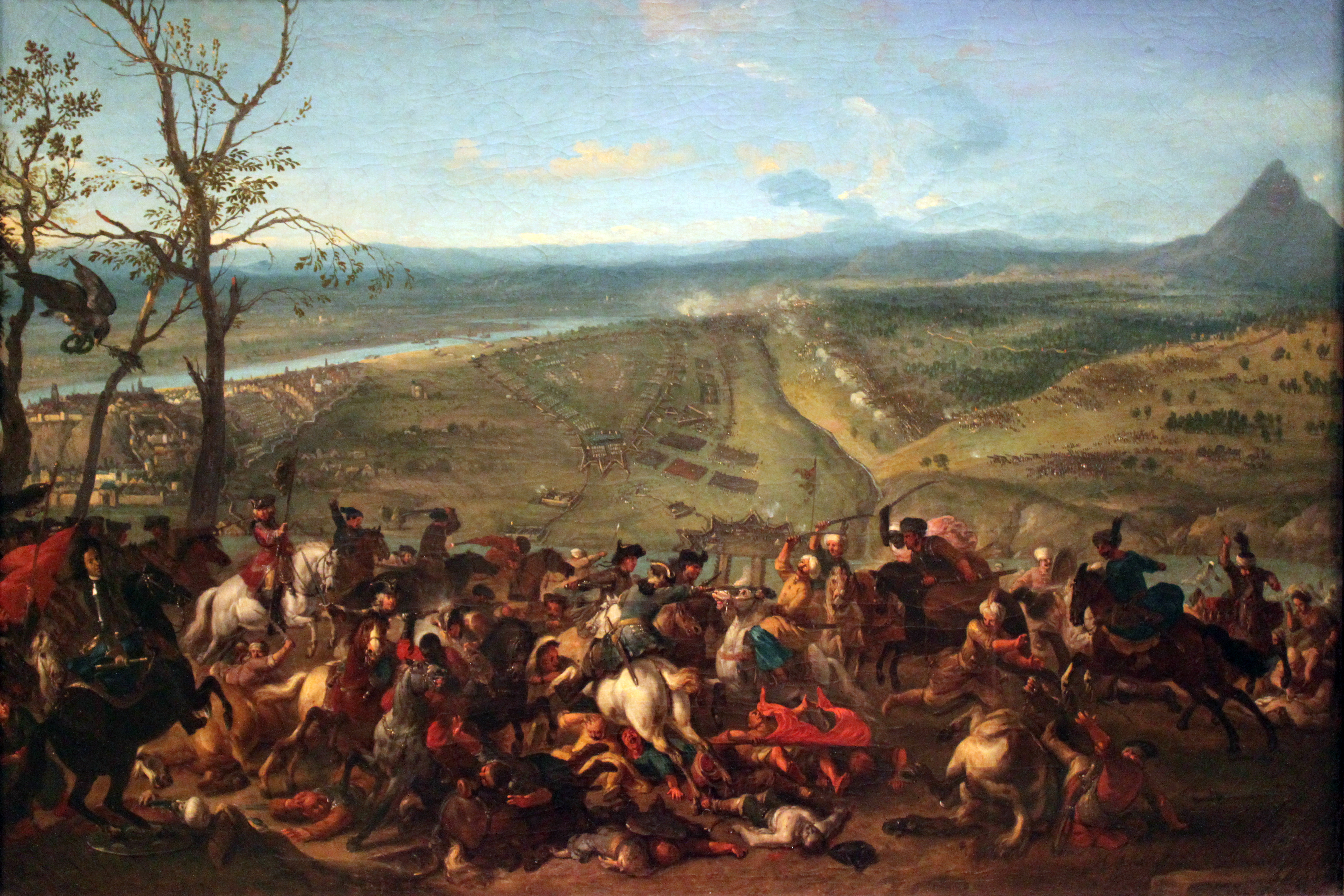
Австрийское завоевание Белграда.

В 1710 началась вторая русско-турецкая война, основным событием в ней стал Прутский поход. Война была спровоцирована Карлом XII после поражения в Полтавской битве, чтобы получить передышку в Великой Северной войне. Итогом войны стал Прутский мирный договор, окончивший противостояние и позволивший Русскому царству развернуть все силы на шведов.
В 1714 году началась война Османии с Венецией, а в 1716 — с Австрией. Итогом этих войн стал Пожаревацкий мир.
В 1735 году началась третья русско-турецкая война, к которой в 1737 присоединилась Австрия. Война закончилась Белградским миром (с Австрией) и Нишским договором (с Россией).
В 1768 началась четвёртая русско-турецкая война, закончившаяся в 1774 Кючук-Кайнарджийским миром.
В 1787 году началась новая война между Россией и Австрией с одной стороны и Турцией с другой. Она закончилась в 1791 году. С Австрией мирный договор был подписан в 1791, с Россией мир был подписан в 1792.
В 1798 году начался Египетский поход Наполеона. Захват Наполеоном Мальты по пути в Египет и Сирию привёл к краткосрочному союзу России и Османии и государства провели военно-морскую экспедицию на Ионические острова, и там была провозглашена Республика Семи Островов.

### 19-й век
В 1804 произошло Первое сербское восстание, второе — в 1815. Сербия стала независимой в 1867 году, а в 1878 была признана таковой рядом государств.
В 1806 году началась шестая русско-турецкая война, закончившаяся в мае 1812 всего за 13 дней до вторжения Наполеона в Россию.
Валашское восстание и Греческая революция начались в одном году (1821).
Греческая война за независимость происходила с 1821 по 1832 год. В эту войну вмешивались с 1827 и великие державы, в том числе Российская империя (Русско-турецкая война (1828—1829), завершилась Адрианопольским миром).

## Упадок (1828—1908)
| Война/восстание      | Противник  | Период                    |
| -------------------- | ---------- | ------------------------- |
| Боснийско-турецкие   | Босния     | 1831—1836 —1837 1841 1862 |
| Черногоро-турецкие   | Черногория | 1852—1853 1858—1859 1862  |
| Крымская война       | Россия     | 1853—1856                 |
| Критское восстание   | Греки      | 1866—1869                 |
| Апрельское восстание | Болгары    | 1876                      |

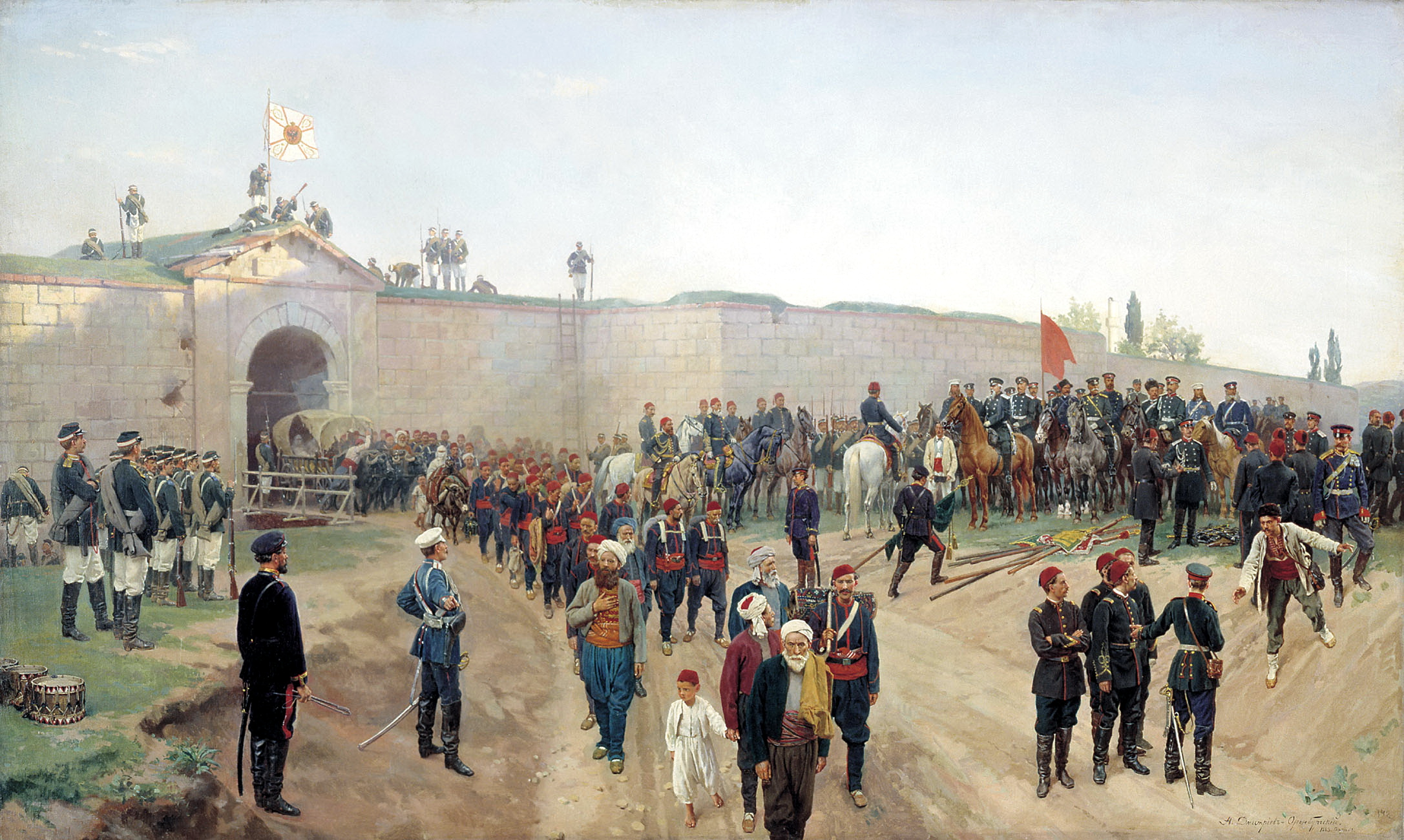
Капитуляция османских войск при Никополе. 1877 г.

Девятая русско-турецкая война началась в 1877 году, в том же году турки вышли из Константинопольской конференции. Румыния объявила о своей независимости и стала воевать с турками, к ней кроме России присоединились также сербы и болгары. В 1878 году Австро-Венгрия заняла Боснию, которую аннексировала позднее, Россия и Османия подписали Сан-Стефанский мир. Берлинский трактат принял территориальные изменения.

## Распад (1908—1922)

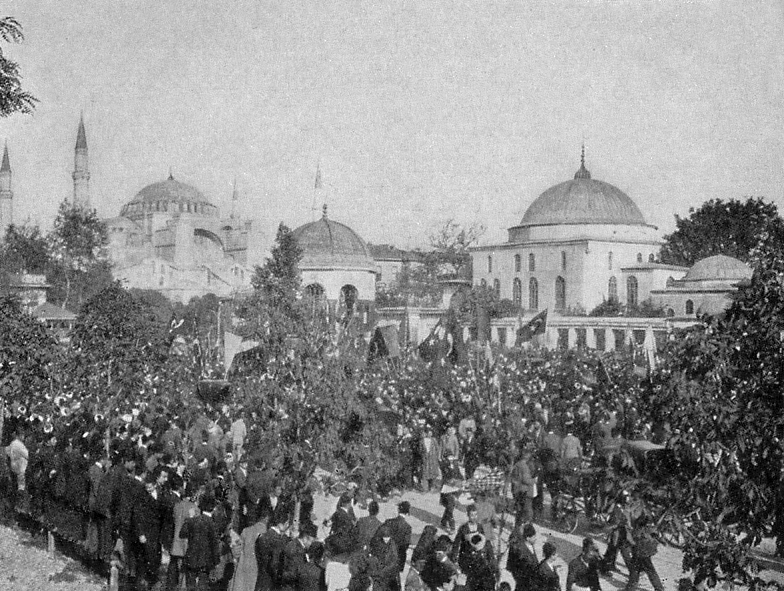
Демонстрация в Стамбуле. 1908 г.

### Итало-турецкая война
В 1911 году началась итало-турецкая война, закончившаяся в 1912. Выигравшая войну Италия присоединила к себе Триполитанию, Киренаику и Додеканес.

### Илинденское восстание
В 1903 году население Македонии и Одринской Фракии восстало против турок. Мятеж был подавлен, причём численность подавлявших (350 тысяч) была огромной по сравнению с восставшими (26 тысяч).

### Балканские войны
В двух Балканских войнах против Османии выступил Балканский союз. По итогам этих войн Албания получила независимость, а Болгария, Сербия, Греция и Румыния расширили свои владения. У Османской империи в Европе осталась лишь Восточная Фракия, сейчас принадлежащая Турецкой республике.

### Первая мировая война
Первая мировая война стала причиной распада империи. Хоть и турецкий флот победил британский в сражении при Галлиполи, основную часть составили поражения.
Мудросское перемирие завершило эпоху османских войн в Европе. Османская империя потеряла практически всю свою европейскую территорию, североафриканские и арабские территории, часть территорий в Закавказье. По Севрскому мирному договору Османия должна даже была уступить Восточнную Фракию и часть Малой Азии. Последний турецкий султан Мехмед VI отрёкся от престола в 1922 году.